# San Mateo el Viejo
San Mateo el Viejo är en småstad i kommunen Temascalcingo i delstaten Mexiko i Mexiko. Samhället hade 1 377 invånare vid folkräkningen 2020.